# Gesloten sportcompetitie
Een gesloten sportcompetitie, ook wel het Amerikaans sportmodel genoemd, is een bedrijfsmodel dat gebruikt wordt door de belangrijke Amerikaanse sportcompetities NBA (basketbal), NFL (American football), MLS (voetbal) en MLB (baseball). In dit model is er een beperkt aantal clubs dat meedoet, waarbij er geen mogelijkheid is tot promotie of degradatie. Er zijn ook plannen om dit model in te voeren in andere sporten en locaties, zoals de Europese Super League.

## Principe
In het Amerikaans sportmodel wordt de sport gezien als een 'product' dat gestuurd wordt vanuit de sportorganisator. 
Het is een gesloten competitie. In de sportcompetitie doen een aantal vaste clubs mee, er is dus geen promotie en degradatie tussen clubs onderling. De clubs worden door de organisator optimaal over het grondgebied verdeeld; elke club heeft in zijn omgeving dan ook een monopoliepositie.
Indien nodig wordt een club verschoven naar een andere stad en staat. Zo verwijst de naam van de Los Angeles Lakers naar Minneapolis, waar die club tot de jaren '50 actief was (er zijn geen meren in de buurt van LA). Op dezelfde manier verwijst de naam van de Memphis Grizzlies naar beren die niet in Memphis, maar wel in Vancouver voorkomen (de plaats waar de club tot 2001 actief was).
Er worden maatregelen genomen om de verschillende clubs in de competitie zo evenwaardig mogelijk te maken. Via beperkingen op het salaris van de spelers, door de 'mindere' ploegen prioriteit te geven om de beste, nieuwe spelers aan te trekken en de gelijke verdeling van media-inkomsten probeert de organisator elke club een gelijke kans op winst te geven. Dit garandeert namelijk een maximale spanning bij de wedstrijden in de competitie.
Tijdens de wedstrijd is er veel aandacht voor merchandising en het showelement. 

## Verschillen met het Europese sportmodel
Clubs kunnen promoveren en degraderen. Er zijn ook inspanningen om de inkomsten van de clubs gelijk te verdelen, maar deze zijn minder verregaand. Populaire clubs verzamelen veel inkomsten en worden op die manier beter dan de andere clubs. Dit leidt tot bepaalde clubs die ver vooroplopen op andere clubs, bijv. FC Bayern München in het Duits voetbal.
Een uitzondering hierop is de BNXT-league, een basketbalcompetitie met zowel Belgische als Nederlandse eersteklassers, die ook een gesloten competitie is. 